# Serie C 1999-2000 (pallamano maschile)
La Serie C 1999-2000 è stata la 18ª edizione del torneo di quarto, ed ultimo, livello del campionato italiano di pallamano maschile.

Esso venne organizzato dai comitati regionali della Federazione Italiana Giuoco Handball.

## Verdetti
| Girone                              | Squadre promosse in Serie B 2000-2001  | Città                        |
| ----------------------------------- | -------------------------------------- | ---------------------------- |
| Girone Lombardia e Liguria          | Pol. Vigevano                          | Vigevano (PV)                |
| Girone Veneto e Trentino-Alto Adige | CUS Verona                             | Verona                       |
| Girone Veneto e Friuli              | Trieste (Squadra B)                    | Trieste                      |
| Girone Emilia-Romagna               | Estense Ferrara                        | Ferrara                      |
| Girone Toscana                      | Handball Club Scandicci                | Scandicci (FI)               |
| Girone Marche e Umbria              | Cingoli                                | Cingoli (MC)                 |
| Girone A - Sicilia                  | Paceco                                 | Paceco (TP)                  |
| Girone B - Sicilia                  | Ragusa                                 | Ragusa                       |
| Girone C - Sicilia                  | Messina (Squadra B)                    | Messina                      |
| Poule Promozione - Girone A         | HB Seregno                             | Seregno (MB)                 |
| Poule Promozione - Girone B         | Bologna 1969 (Squadra B)               | Bologna                      |
| Poule Promozione - Girone C         | Altamura Putignano                     | Altamura (BA) Putignano (BA) |
| Poule Promozione - Girone D         | Benevento 99 Nuova PGS Olimpia Sassari | Benevento Sassari            |
| Poule Promozione - Girone E         | Culturale Misase                       | Aci Castello (CT)            |